# Elisabeth Rehn

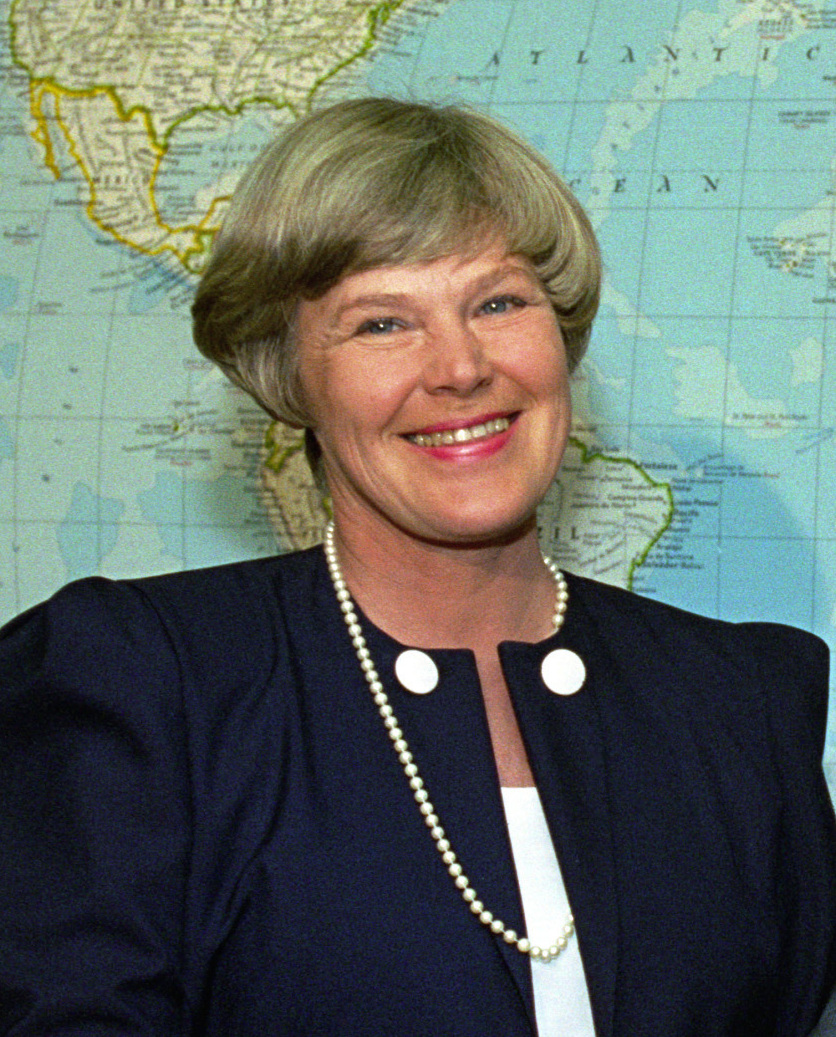
Elisabeth Rehn, 1993

Märta Elisabeth Rehn (* 6. April 1935 als Märta Elisabeth Carlberg in Helsinki) ist eine Politikerin aus Finnland und Mitglied der Schwedischen Volkspartei.

## Privates und Beruf
Die Finnlandschwedin Elisabeth Rehn wurde 1935 als jüngste Tochter des Arztes Andreas Carlberg und dessen Frau Ruth Leonida Weurlander im zweisprachigen Helsingfors (finnisch Helsinki) geboren, wuchs jedoch im finnischsprachigen Mäntsälä auf, wo ihr Vater als Gemeindearzt arbeitete. Sie absolvierte ein Studium der Betriebswirtschaft an der Universität Helsinki, das sie 1957 mit dem Master-Abschluss beendete.
Ab 1960 arbeitete Rehn als Bürovorsteherin bei Renecta, 1965 wechselte sie bis 1977 in den Vorstand des Unternehmens. Anfang der 1960er führte sie Tupperware in Finnland ein. Zudem arbeitete sie von 1972 bis 1977 in der Hochschule von Grankulla (Kauniainen) als Berufsberaterin für die Schüler und saß von 1973 bis 1980 im Stadtrat.
Sie ist Ehrendoktorin der Schwedischen Handelshochschule (1994) und der Åbo Akademi (1998).
Elisabeth Rehn war seit 1955 mit Ove Harald Rehn verheiratet, der im November 2004 starb. Mit ihm hat sie vier Kinder.

## Politische Laufbahn
1979 wurde sie Mitglied im Finnischen Parlament. Zudem war sie von 1987 bis 1990 Vorsitzende ihrer Partei. Am 13. Juni 1990 wurde sie von Ministerpräsident Harri Holkeri zum Verteidigungsminister ernannt, als – nach Indira Gandhi – zweite Frau weltweit. Holkeris Nachfolger Esko Aho übergab ihr ebenfalls diesen Posten und machte sie am 17. Mai 1991 zusätzlich zum Sozial- und Gesundheitsminister. Beide Ämter hatte sie bis zum 1. Januar 1995 inne. Im direkten Anschluss und nach ihrem Austritt aus dem finnischen Parlament wurde sie in das Europaparlament gewählt, wo sie der Allianz der Liberalen und Demokraten für Europa angehörte. In dieser Zeit war sie unter anderem im Ausschuss für die Rechte der Frau und im Unterausschuss Menschenrechte aktiv.
Rehn hatte 1994 gegen Martti Ahtisaari für das Amt des Präsidenten von Finnland kandidiert, unterlag jedoch knapp mit 46,1 % der Stimmen. 2000 versuchte sie es erneut, unterlag dieses Mal jedoch mit 7,9 % der Stimmen bereits im ersten Wahlgang. Schlussendlich setzte sich Tarja Halonen gegen Esko Aho durch.
Im Jahr 1982 wurde Elisabeth Rehn Mitglied im Verwaltungsrat des Finnischen Komitees für UNICEF, 1988 übernahm sie dessen Vorsitz (bis 1993). Sie war von 1984 bis 1988 stellvertretende Vorsitzende im Finnischen Roten Kreuz und war von 2000 bis 2006 Mitglied im Verwaltungsrat des World Wildlife Fund in Finnland. Von 1995 bis 1998 war sie als UN-Sonderberichterstatterin in Bosnien-Herzegowina, Kroatien und Jugoslawien tätig, danach bis Juni 1999 als Sonderbeauftragte des Generalsekretärs für die Mission der Vereinten Nationen in Bosnien-Herzegowina.
2004 wurde Rehn auf Platz 92 der 100 bedeutendsten Finnen gewählt.
Sie ist Mitglied im European Leadership Network.

## Ehrungen (Auswahl)
- 1996 Fredrika-Runeberg-Stipendium

## Veröffentlichungen (Auswahl)
- Progress of the World's Women, 2002: Women, War, Peace. mit Ellen Johnson Sirleaf; Entwicklungsfonds der Vereinten Nationen für Frauen (UNIFEM), Januar 2003, ISBN 978-0-912917-66-5